# سام تومسون
سام تومسون (11 نوفمبر 1992 بشيكاغو في الولايات المتحدة - ) (بالإنجليزية: Sam Thompson)‏ هو لاعب كرة سلة أمريكي في مركز هجوم صغير الجسم. لعب مع Grand Rapids Gold ‏.

## وصلات خارجية
- سام تومسون على موقع سبورتس رفرنس (الإنجليزية)
- سام تومسون على موقع كرة السلة الأوروبية.كوم (الإنجليزية)
- سام تومسون على موقع كلية كرة السلة في سبورتس رفرنس.كوم (الإنجليزية)
- سام تومسون على موقع ريلجم (الإنجليزية)
- سام تومسون على موقع بروبوليرز (الإنجليزية)
- سام تومسون على موقع سبورتس رفرنس (الإنجليزية)